# Рябыкин, Фёдор Иванович
Фёдор Иванович Рябыкин (10 сентября 1913 — 18 апреля 1985) — командир взвода 149-го отдельного разведывательного батальона 113-й стрелковой дивизии 7-й армии Северо-Западного фронта, младший командир, Герой Советского Союза (1940).

## Биография
Родился 10 сентября 1913 года в селе Ольховка (ныне — Хомутовского района Курской области) в крестьянской семье. Русский. Член ВКП(б)/КПСС с 1941 года. Окончив 7 классов, работал в колхозе.
В Красной Армии в 1935-37 годах и с 1939 года. Участвовал в освободительном походе советских войск в Западную Украину и Западную Белоруссию 1939 года. Участник советско-финляндской войны 1939-40 годов.
Командир взвода 149-го отдельного разведывательного батальона младший командир Фёдор Рябыкин 7 марта 1940 года на острове Туркин-Саари, возглавляя отряд конной разведки из пятнадцати бойцов, уничтожил вражескую группу и добыл ценные сведения о противнике. 12 марта 1940 года на полуострове Мояпохья отважный воин-разведчик уничтожил двух вражеских снайперов.
Указом Президиума Верховного Совета СССР от 21 марта 1940 года «за образцовое выполнение боевых заданий командования на фронте борьбы с финской белогвардейщиной и проявленные при этом отвагу и геройство» младшему командиру Рябыкину Фёдору Ивановичу присвоено звание Героя Советского Союза с вручением ордена Ленина и медали «Золотая Звезда».
После завершения «зимней войны» Ф. И. Рябыкин продолжил службу в армии. В 1940 году он окончил Саратовское танковое училище. На фронте в Великую Отечественную войну с августа 1941 года. Был командиром эскадрона. В 1950 году окончил Ленинградскую высшую офицерскую бронетанковую школу. С 1961 года подполковник Ф. И. Рябыкин — в запасе. Жил в столице Белоруссии — городе-герое Минске. Работал директором кинотеатра «Спартак». Скончался 18 апреля 1985 года. Похоронен в Минске.
Награждён орденом Ленина, Красной Звезды, медалями.